# Tmesisternus viridipennis
Tmesisternus viridipennis är en skalbaggsart som beskrevs av Stefan von Breuning 1940. Tmesisternus viridipennis ingår i släktet Tmesisternus och familjen långhorningar. Inga underarter finns listade i Catalogue of Life.